# Блум, Кристиан
Кристиа́н Блум (нем. Christian Blum; род. 10 марта 1987, Нойбранденбург, Мекленбург — Передняя Померания, ГДР) — немецкий легкоатлет, специализирующийся в спринтерском беге. Серебряный призёр чемпионата Европы в помещении в беге на 60 метров (2015). Чемпион Европы среди юниоров в эстафете 4×100 метров (2005). Многократный чемпион Германии.

## Биография
В детстве занимался греблей на каноэ, тренировался под руководством своей тёти. В лёгкую атлетику пришёл в 13 лет, где проявился его талант к спринтерскому бегу. Кристиан неоднократно становился чемпионом страны среди юношей и юниоров на дистанциях 60, 100 и 200 метров.
Дебютировал на международной арене в 2005 году на юниорском чемпионате Европы, где в составе сборной Германии стал победителем в эстафете 4×100 метров.
Наибольших успехов добился на соревнованиях в помещении на дистанции 60 метров. В 19 лет впервые стал чемпионом Германии, выиграв зимнее первенство страны с личным рекордом 6,59. На чемпионате Европы в помещении для выхода в финал ему не хватило 0,01 секунды.
Занял третье место в беге на 100 метров и в эстафете на домашнем Кубке Европы 2007 года в Мюнхене, чем помог мужской сборной Германии одержать победу в общекомандном зачёте.
На чемпионате Европы 2010 года и на чемпионате мира в помещении 2012 года доходил до стадии полуфиналов в коротком спринте (100 и 60 метров соответственно). Был вторым в эстафете на командном чемпионате Европы 2014 года и снова стал победителем в общем зачёте в составе сборной Германии.
В 2015 году выиграл пятый титул чемпиона страны в беге на 60 метров, благодаря чему отобрался на зимний чемпионат Европы. На континентальном первенстве Кристиану удалось подтвердить свою высокую готовность: он завоевал серебряную медаль с результатом 6,58 (всего на 0,02 секунды хуже личного рекорда).
С 2013 года тренируется у Рональда Штайна в клубе TV Wattenscheid 01. Является военнослужащим Вооружённых сил Германии.

## Основные результаты
| Год  | Турнир                          | Место проведения          | Дисциплина       | Место       | Результат |
| ---- | ------------------------------- | ------------------------- | ---------------- | ----------- | --------- |
| 2005 | Чемпионат Европы среди юниоров  | Каунас, Литва             | 100 м            | 16-е (1/2)  | 10,93     |
| 2005 | Чемпионат Европы среди юниоров  | Каунас, Литва             | эстафета 4×100 м | 1-е         | 39,90     |
| 2006 | Чемпионат мира среди юниоров    | Пекин, Китай              | 100 м            | 11-е (1/2)  | 10,59     |
| 2006 | Чемпионат мира среди юниоров    | Пекин, Китай              | эстафета 4×100 м | —           | DNF       |
| 2007 | Чемпионат Европы в помещении    | Бирмингем, Великобритания | 60 м             | 9-е (1/2)   | 6,66      |
| 2007 | Кубок Европы                    | Мюнхен, Германия          | 100 м            | 3-е         | 10,35     |
| 2007 | Кубок Европы                    | Мюнхен, Германия          | эстафета 4×100 м | 3-е         | 38,56     |
| 2007 | Чемпионат Европы среди молодёжи | Дебрецен, Венгрия         | 100 м            | 7-е         | 10,48     |
| 2007 | Чемпионат Европы среди молодёжи | Дебрецен, Венгрия         | 200 м            | — (заб.)    | DNF       |
| 2007 | Чемпионат Европы среди молодёжи | Дебрецен, Венгрия         | эстафета 4×100 м | —           | DNF       |
| 2009 | Чемпионат Европы среди молодёжи | Каунас, Литва             | эстафета 4×100 м | 7-е         | 40,06     |
| 2010 | Командный чемпионат Европы      | Берген, Норвегия          | эстафета 4×100 м | 3-е         | 39,07     |
| 2010 | Чемпионат Европы                | Барселона, Испания        | 100 м            | 24-е (1/2)  | 10,69     |
| 2011 | Чемпионат Европы в помещении    | Париж, Франция            | 60 м             | 27-е (заб.) | 6,80      |
| 2012 | Чемпионат мира в помещении      | Стамбул, Турция           | 60 м             | 16-е (1/2)  | 6,79      |
| 2014 | Командный чемпионат Европы      | Брауншвейг, Германия      | эстафета 4×100 м | 2-е         | 38,88     |
| 2015 | Чемпионат Европы в помещении    | Прага, Чехия              | 60 м             | 2-е         | 6,58      |